# Obični lopuh
Obični lopuh (ružičasti lopuh, repušina, ljekoviti lopuh, lat.: Petasites hybridus) je zeljasta biljka iz porodice  Asteraceae, udomaćena u Europi i Sjevernoj Aziji. Cvate rano u proljeće. Cvijeće, koje je svjetloružičaste boje, se pojavljuje prije listova. Lišće je veliko, kružno, visine stručka do 120 cm. Biljka se smatra ljekovitom.

## Primjena u biljnoj medicini
Lišće se u Austriji koristi kao čaj ili kao oblog, prije svega kod infekcija, groznice, prehlade, peludne groznice te alergija.
Engleski travar Nicholas Culpeper zvao ga je velikim čuvarem srca te biljkom koja oživljava duh. Nadalje ga se rabi kao diuretik, sredstvo za opuštanje mišića, kod kašlja, groznice, glavobolja, migrene, astme i stresa. Svježi ili sušeni listovi mogu se prokuhati te koristiti kao oblog kod reumatskih bolova i gihta, te nateklina. Samo je dio ovih djelovanja znanstveno dokazan.
Biljka sadrži i pirolizinske alkaloide te se njena unutarnja uporaba ne može preporučiti, uz napomenu da dakako biljke ne sadrže samo jednu tvar već u pravilu veći broj djelotvornih tvari, koje pak mogu ili inhibirati ili aktivirati međusobno zajedničko djelovanje.
Od biljke se danas proizvode i standardizirani gotovi pripravci.

## Primjena za ishranu
Od spaljenih peteljki listova nekada se dobivao nadomjestak soli. Jestive su i prokuhane proljetne sasvim mlade neotvorene cvjetne glavice. Obzirom na sadržaj pirolizidinskih alkaloida ne treba konzumirati veće količine. U Japanu se tek iznikli proljetni cvjetovi srodne vrste Petasites japonicus jedu kao proljetni specijalitet.

## Sastav
Korijenje sadrži saponin (6,73 - 7,6 %),tanin (5,8 - 5,26%), eterično ulje (0,1 - 0,18 %), tragove alkaloida (0,031 - 0,036 % ), flavonoide (0,23 - 0,34 %), smolaste tvari ,petazol, petazin, inulin.

## Hrvatski nazivi i autori
- kopitnjak veliki, Šulek, B., 1879,
- lepušina, Šulek, B., 1879,
- lopuh vodeni, Šulek, B., 1879,
- lopuh, Pahlow, M., 1989,
- lopušnjak, Šulek, B., 1879,
- ljekoviti lopuh, Pahlow, M., 1989
- obični lopuh, Domac, R., 1994
- podbio vodeni, Šulek, B., 1879,
- repuh, Šulek, B., 1879,
- repušina, Pahlow, M., 1989,
- ružičasti lopuh, Pahlow, M., 1989,
- stiper, Šulek, B., 1879,
- šeširdjija, Šulek, B., 1879,
- šeširka, Šulek, B., 1879,
- škriljačka trava, Šulek, B., 1879,
- škriljavka, Šulek, B., 1879,
- štič, Šulek, B., 1879,

## Vanjske poveznice
- Verwendung in der Volksheilkunde  Arhivirana inačica izvorne stranice od 21. travnja 2015. (Wayback Machine)